# Urnula (foraminífero)
Urnula es un género de foraminífero bentónico cuyo nombre ha sido sustuituido por el de Ammopemphix de la familia Lacustrinellidae, de la superfamilia Psammosphaeroidea, del suborden Saccamminina y del orden Astrorhizida. Su especie tipo era Urnula quadrupla. Su rango cronoestratigráfico abarcaba el Holoceno.

## Discusión
Clasificaciones previas incluían Urnula en la subfamilia Hemisphaerammininae, de la familia Hemisphaeramminidae, de la superfamilia Astrorhizoidea, así como en el suborden Textulariina del orden Textulariida, o bien en el Orden Lituolida.

## Clasificación
Urnula incluía a las siguientes especies:
- Urnula arctica
- Urnula depressa
- Urnula quadrupla, aceptado como Ammopemphix quadrupla